# Vostok (lanciatore)
I lanciatori Vostok (cirillico: Восток, ovvero Est) sono dei vettori spaziali derivati dai missili balistici intercontinentali sovietici R-7, conosciuti in Occidente con il nome in codice NATO di SS-6 Sapwood.
Si tratta di razzi costruiti nell'ambito del programma sovietico di voli spaziali umani, ma in seguito furono utilizzati anche per il lancio di satelliti.

## Versioni
Le versioni principali dei Vostok costruite sono quattro, sviluppate tra il 1960 ed il 1964.

### Vostok-L
Il Vostok-L (indice GRAU: 8K72) era stato progettato nell'ambito del programma Luna e per il lancio del prototipo della navicella Vostok. In pratica, si trattava di un lanciatore Luna con il terzo stadio modificato, in modo da poter accogliere una navicella della taglia delle Vostok. Dal punto di vista tecnico, si trattava di un razzo a tre stadi, alto 30,84 metri e con un diametro di 2,99. Il payload massimo era di 4550 kg. Il peso complessivo al lancio era di 281375 kg.
Il primo lancio fu effettuato il 15 maggio 1960, l'ultimo il 1º dicembre 1960. I lanci totali furono quattro, di cui uno fallito (percentuale successi: 75%).

### Vostok-K
Il Vostok-K (indice GRAU: 8K72K) era la versione perfezionata utilizzata per voli umani. In pratica, utilizzava il solo terzo stadio del missile R-7, modificato per ospitare navicelle delle dimensioni di una Vostok o un satellite Zenit. Dal punto di vista tecnico, era identico al modello precedente, anche se il payload era stato portato a 4730 kg. L'apogeo era a 70000 km.
Il primo lancio avvenne il 22 dicembre 1960, e l'ultimo il 10 luglio 1964. Complessivamente, ne furono effettuati 13, di cui due falliti (percentuale di successo: 84,61%).

### Vostok-2
Il Vostok-2 (indice GRAU: 8K72K, codice 8A92) era una versione modernizzata dei precedenti Vostok-K. Le caratteristiche tecniche erano le medesime delle precedenti versioni, anche se l'apogeo era di 500 km.
Il primo lancio avvenne il 1º giugno 1962, l'ultimo il 12 maggio 1967. Complessivamente furono effettuati 45 lanci, 4 dei quali falliti (percentuale di successo: 88,89%). Tutti i vettori trasportarono satelliti Zenit.

### Vostok-2M
Il Vostok-2M (codice 8A92M) era la versione modificata per il trasporto dei satelliti meteorologici Meteor (oltre ad altri modelli) nelle orbite alte. Le dimensioni erano le stesse, con l'eccezione del peso (282300 kg), del payload (3800 kg) e dell'apogeo (1000 km). Il primo lancio avvenne il 28 agosto 1964, l'ultimo il 29 agosto 1991. Complessivamente, furono effettuati 94 lanci, due dei quali falliti (percentuale di successo: 97,87%).